# Bonnie Blue

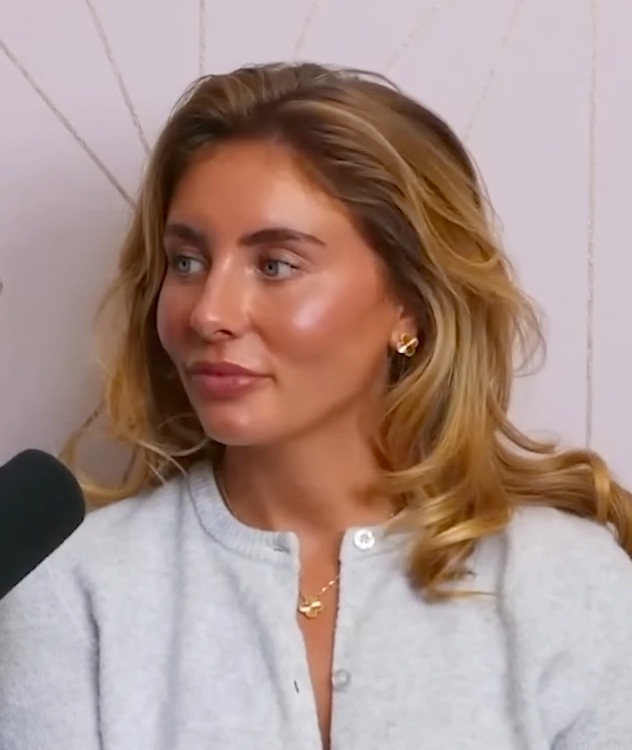
Bonnie Blue (2024)

Bonnie Blue (* 14. Mai 1999 in Stapleford, Broxtowe als Tia Emma Billinger) ist eine britische Influencerin und Pornodarstellerin. Größere Aufmerksamkeit erregte sie durch medienwirksame Rekorde, unter anderem indem sie angab, innerhalb von 12 Stunden mit 1057 Männern Geschlechtsverkehr gehabt zu haben.

## Werdegang
Bonnie Blue strebte als junge Frau eine Karriere als Tänzerin an, besuchte mit ihrer Halbschwester eine Tanzschule und nahm 2015 an den britischen Street Dance Meisterschaften teil. In der Schule lernte sie ihren späteren Ehemann kennen, den sie 2022 heiratete und mit ihm nach Australien zog, von dem sie inzwischen aber getrennt ist. Dort arbeitete sie in einem aus ihrer Sicht eintönigen Bürojob in einer Personalabteilung. Frustriert von der Monotonie ihres Berufs und verlockt vom Erfolg anderer Content Creator auf TikTok startete sie ebenfalls eine Karriere als Webcam-Model. Als sie hiermit mehr Geld als erwartet verdiente, richtete sie sich einen Account auf Onlyfans ein und konzentrierte sich fortan auf explizit pornographische Inhalte. Hier sorgten verschiedene Publicity-Aktionen für Aufsehen. Beispielsweise erstellte sie gezielt Inhalte, wie sie mit gerade volljährig gewordenen Schülern und Studenten – ihrer primären Zielgruppe – Sex hatte, und später auch mit Professoren und verheirateten Männern. Verschiedentlich wird ihr Verhalten kritisiert und ihr vorgeworfen, mit ihrem Verhalten Männer zu manipulieren und deren künftiges Leben durch die veröffentlichten Inhalte zu beschädigten; auch junge Mädchen, die die Inhalte sähen, würden durch das promiskuitive Verhalten beeinflusst.
Später postete sie ihre Adresse öffentlich und ließ Männer Schlange stehen, um kostenlos mit ihr zu schlafen. Im Januar 2025 behauptete sie, innerhalb von 12 Stunden mit 1057 verschiedenen Männern geschlafen und so einen neuen Rekord aufgestellt zu haben. Im Mai 2025 kündigte sie an, diesen Rekord nochmals übertreffen und innerhalb von 24 Stunden mit mehr als 2000 Männern schlafen zu wollen. Im selben Monat wurde ihr als Favorite Newcomer der Pornhub Award verliehen. Im selben Monat erhielt sie den XMA Award für den Boy/Girl Collab Clip of the Year. Ebenfalls im Mai 2025 begannen die Dreharbeiten für eine Dokumentation von Channel 4 über ihren Aufstieg mit dem Titel The Bonne Blue Story.
Bonnie Blue verdient nach eigenen Angaben inzwischen mit ihren social-media-Auftritten schätzungsweise mehr als 540.000 £ im Monat. Stand Juni 2025 hat sie auf Instagram nahezu 800.000 Follower und auf Onlyfans mehr als 625.000 Follower. Außerhalb von Onlyfans listet die Internet Adult Film Database mit Stand Juni 2025 weitere 23 Produktionen auf, darunter auch für den Branchenriesen Brazzers.